# Trilostan
Trilostan (łac. Trilostanum) – organiczny związek chemiczny z grupy steroidów. Stosowany jako lek z grupy inhibitorów syntezy hormonów kory nadnerczy.

## Zastosowanie
Jako antagonista hormonów kory nadnerczy lek ten może być stosowany w leczeniu chorób, w których przyczyną jest nadmiar tych hormonów. Pierwotnie był zarejestrowany jako lek na chorobę Cushinga, jednak w 1994 został wycofany. Obecnie u ludzi może być wykorzystywany w leczeniu raka piersi po menopauzie, hamując wczesne stadia produkcji hormonów płciowych. Trilostan okazał się w niektórych przypadkach skuteczny, jest jednak nieselektywny w stosunku do enzymów kluczowych w rozwoju nowotworu i z tego powodu poszukiwane są inne, bardziej skuteczne inhibitory.
Trilostan okazał się skuteczny i bezpieczny w leczeniu różnych odmian choroby Cushinga u psów, podawany w dawkach co 12 godzin lub częściej.

## Preparaty handlowe
Przykładowe preparaty handlowe: Desopan, Modrastane, Modrenal.